# Phineas và Ferb
Phineas và Ferb (tiếng Anh: Phineas and Ferb) là một loạt phim hoạt hình nhạc kịch hài hước nhiều tập của Hoa Kỳ. Ban đầu, phim được công chiếu như một thử nghiệm ngày 17 tháng 8 năm 2007 và chính thức ra mắt vào ngày 1 tháng 1 năm 2008 trên Kênh Disney (Disney Channel). Đây là phim truyền hình Disney Channel dài nhất (7 năm 10 tháng) và cũng là phim truyền hình Disney XD dài nhất. Phim chính thức kết thúc vào ngày 12 tháng 6 năm 2015. Bộ phim kể về chuyện của Phineas Flynn cùng với người anh không cùng huyết thống người Anh, Ferb Fletcher trong kỳ nghỉ hè. Mỗi ngày, cả hai anh em đều bắt tay vào xây dựng những dự án công trình mới mẻ, và bị Candace Flynn, người chị luôn khó chịu vì những dự án "điên rồ", cố gắng lật tẩy và kể với mẹ, Linda Flynn-Fletcher, và đôi khi với bố là Lawrence Fletcher nhưng Candace chưa bao giờ thành công về việc đó. Ngoài ra, những tập phim cũng có sự xuất hiện của thú mỏ vịt Perry, vật cưng của Phineas và Ferb, đóng vai trò làm "Điệp vụ P" (Agent P) cho tổ chức OWCA ("Tổ chức Không có tên viết tắt ngầu" - Organization Without a Cool Acronym), ngăn chặn những kế hoạch xấu xa tội lỗi của tiến sĩ Heinz Doofenshmirtz, với biệt hiệu là "Doof".

## Nội dung chính
Phineas Flynn (Vincent Martella) và Ferb Fletcher (Thomas Sangster) là hai anh em tuy trong cùng một nhà nhưng lại không phải là anh em ruột. Cả hai đều là những cậu bé tốt bụng và thông minh sống cùng với cô chị gái khó tính Candace Gertrude Flynn (Ashley Tisdale), mẹ của Phineas và Candace là Linda Flynn-Fletcher (Caroline Rhea) và cha của Ferb là Lawrence Fletcher (Richard O'Brien) tại thị trấn Danville. Trong nhà Phineas và Ferb có nuôi một chú thú mỏ vịt tên là Perry.
Phineas và Ferb là những cậu bé thông minh và tháo vát. Cả hai cậu đã dành thời gian cả mùa hè để thực hiện những kế hoạch khó tin (làm đu quay, dựng đường xe trượt quanh thành phố, làm bãi biển ở sân sau, trở thành ca sĩ, làm tên lửa lên mặt trăng,...) với sự trợ giúp của cô bé Isabella và nhóm bạn của cô. Tuy nhiên Candace lại thường không đồng tình với những việc làm của hai đứa em và cô luôn tìm cách mách mẹ cho bằng được. Thế nhưng khi mẹ của ba chị em về đến nơi thì tất cả mọi dấu vết đều bị xóa sạch một cách ngẫu nhiên và chưa lần nào Candace thành công trong việc vạch tội hai cậu em cả.
Song song với Phineas và Ferb, phim còn có một câu truyện khác kể về Perry và tiến sĩ xấu xa Heinz Doofenshmirtz. Perry là thú mỏ vịt được nuôi trong nhà của hai anh em nhưng thực ra cậu là một điệp viên bí mật của O.W.C.A (Organization Without a Cool Acronym). Perry (Điệp viên P) có nhiệm vụ chống lại những âm mưu điên rồ và ngớ ngẩn của nhà khoa học xấu xa Heinz Doofenshmirtz.

## Các tập phim
| Mùa | Mùa    | Số tập | Phát sóng           | Phát sóng            |                     |
| Mùa | Mùa    | Số tập | Tập đầu             | Tập cuối             |                     |
| --- | ------ | ------ | ------------------- | -------------------- | ------------------- |
|     | 1      | 47     | 17 tháng 8 năm 2007 | 20 tháng 3 năm 2009  |                     |
|     | 2      | 65     | 19 tháng 2 năm 2009 | 11 tháng 2 năm 2011  |                     |
|     | 3      | 62     | 4 tháng 3 năm 2011  | 30 tháng 11 năm 2012 |                     |
|     | 4      | 48     | 7 tháng 12 năm 2012 | 2 tháng 11 năm 2015  |                     |
|     | 5      | 20     | 5 tháng 6 năm 2025  | [ chưa xác định ]    |                     |
|     | 6      | 20     | [ chưa xác định ]   | [ chưa xác định ]    |                     |
|     | Tập lẻ | 1      | 9 tháng 11 năm 2015 | 9 tháng 11 năm 2015  | 9 tháng 11 năm 2015 |
|     | Phim   | 1      | 5 tháng 8 năm 2011  | 5 tháng 8 năm 2011   | 5 tháng 8 năm 2011  |

## Nhân vật

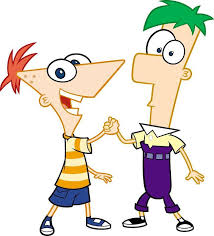
Phineas và Ferb

- Phineas Flynn (Vincent Martella lồng tiếng):

Phineas là con riêng của mẹ Linda và là em trai ruột của Candace. Phineas đến từ Hoa Kỳ. Cậu là một cậu bé thông minh, sáng tạo và giàu trí tưởng tượng. Phineas luôn tỏ ra là một cậu bé lịch sự và không bao giờ tức giận với ai. Cậu cũng thường là người nghĩ ra kế hoạch làm việc của hai anh em trong cả ngày, trong một ngày nếu Phineas không phát minh ra một thứ gì đó thì cậu sẽ hoảng hốt và sẽ không kiểm soát được bản thân, trừ một số tập cậu cho là ngày nghỉ nhưng sau đó mọi việc lại đâu vào đó. Những câu nói quen thuộc của cậu là "Ferb, I know what we're gonna do today." (Ferb, tớ biết hôm nay chúng ta sẽ làm gì rồi!). Sau đó: "Hey, where's Perry?" (Này, Perry đâu rồi?), và "He's a platypus, they don't do much." (Nó là thú mỏ vịt, chúng không làm gì nhiều). Lúc được người khác hỏi cậu có quá nhỏ để thực hiện những việc cậu đang làm (Are you a little young to... ?), Phineas thường nói "Yes, yes I am." hoặc " Yes, we are"(Có, có đấy ạ)- Phineas là người làm nên các dự án để sáng chế ra nhiều thứ.
- Ferb Fletcher (Thomas Sangster lồng tiếng):

Ferb là con riêng của Lawrence Fletcher. Cậu đến từ Anh Quốc. Cậu là một cậu bé thông minh nhưng ít nói. Thường trong những kế hoạch của hai anh em, Ferb phụ trách phần thi công và tỏ ra rất thành thạo trong công việc. Ferb và Phineas luôn hỗ trợ và giúp đỡ lẫn nhau. Ferb thích Vanessa Doofenshmirtz, con gái của Doofenshmirtz. Ferb làm tất cả các thứ mà Phineas đưa ra kế hoạch.
- Candace Gertrude Flynn (Ashley Tisdale lồng tiếng):

Là 1 nhân vật chính khác của bộ phim. Candace là chị gái của Phineas và Ferb. Cô luôn tìm cách mách mẹ và lật tẩy về những việc hai cậu em Phineas và Ferb làm nhưng đều thất bại (vì những phát minh của Heinz Doofenshmirtz đã vô tình tác động đến). Nhưng thật ra cô rất tự hào về em trai mình. Trong các tập phim, cô thường có những câu nói với mẹ về những phát minh của hai đứa em " Mom, Phineas and Ferb..." và khi nó biến mất " But but...but but...." (nhưng nhưng...). Cô thích Jeremy, anh nhân viên làm ở tiệm Mr. Slushy Burger.
- Thú mỏ vịt Perry (Dee Bradley Baker lồng tiếng):

Perry là một chú thú mỏ vịt có hai cuộc sống song song. Một là thú nuôi yêu quý của hai anh em nhà Phineas và Ferb, còn mặt khác là điệp viên bí mật với tên hiệu đặc vụ P và luôn đội một cái mũ phớt (fedora) trong khi làm nhiệm vụ. Perry rất được các cô gái yêu thích. Nhiệm vụ của Perry là ngăn chặn những kế hoạch điên rồ của tiến sĩ xấu xa Doofenshmirtz. Perry luôn hoàn thành xuất sắc nhiệm vụ, đồng thời vô tình xóa đi dấu vết về những việc hai anh em Phineas và Ferb làm. Không một ai trong gia đình biết về thân phận thực sự của Perry cho đến khi Phineas và Ferb gặp nguy hiểm và bị đe dọa tính mạng bởi tiến sĩ Doofenshmirtz chiều không gian thứ 2, cậu đã hành động chống cự và bị lộ thân phận, sau bí mật lại được an toàn khi O.W.C.A xóa trí nhớ của những người trong cuộc. Đây là cảnh có trong tập movie của Phineas and Ferb. Thực tế trong bản truyền hình, Perry từng thỏa hiệp với cô bạn thân của Candace - Stacy Hinaro về việc giữ kín thân phận nếu Stacy không muốn bị xóa trí nhớ và phải xem lại 10 phút cuối của một bộ phim ma. Tuy là một con thú cảnh nhưng Perry luôn nghĩ cho 2 cậu chủ nhỏ, tình cảm của Perry phát sinh khi cả gia đình Phineas và Ferb đi dã ngoại hoặc đi đâu đó mà không có cậu.
- Tiến sĩ Heinz Doofenshmirtz (Dan Povenmire lồng tiếng):

Là một tiến sĩ điên khùng có tư tưởng xấu xa và là kẻ đứng đầu Tập đoàn Xấu xa Doofenshmirtz. Ông từng có một tuổi thơ bất hạnh và hiện có một cô con gái tên là Vanessa Doofenshmirtz. Vanessa luôn cố gắng mách mẹ về người cha xấu xa nhưng ông vẫn yêu thương con gái vô điều kiện. Và cũng như Candace, cô không bao giờ thành công. Tiến sĩ Doofenshmirtz thường lập ra những kế hoạch để làm chủ "khắp vùng Ba Bang" ("the entire tri-state area") bằng những sáng chế của ông (Ý nghĩ chiếm cả vùng Ba bang này là do trước đó Linda - mẹ của Phineas và Ferb đã vô tình nhắc tới ước mơ sau này của Doofenshmirtz nên từ đó phát sinh ra các vấn đề). Kẻ thù của ông là thú mỏ vịt Perry. Perry luôn ngăn chặn thành công các kế hoạch của ông. Tuy ông luôn coi Perry là một rắc rối cho nhũng phát minh nhưng trong thâm tâm, ông luôn coi Perry là một người bạn. Nếu một ngày mà không có Perry đến và ngăn chặn những hành động của ông thì ông rất buồn, những lúc như thế ông thường tạo ra một cái gì đó rất ngớ ngẩn hết sức... Trong một tập phim, tiến sĩ đã có một kẻ thù mới là gấu trúc Peter và điều đó làm tổn thương Perry. Nhưng cuối cùng, ông và Perry lại trở thành kẻ thù của nhau. Câu thường nói của ông là "Curse you, Perry the Platypus!" (Ta nguyền rủa thú mỏ vịt Perry)Sau đó " I know what's going to happen" có nghĩa là" explodes- phát nổ". Tên của những phát minh (những cỗ máy) của ông thường có hậu tố "-inator" ở phía sau, ngoại trừ trong tập Rollercoaster, Mom's Birthday,Phineas' Birthday Clip-o-rama và  Flop starz 

## Diễn viên lồng tiếng
| Nhân vật                               | Người lồng tiếng                               |
| -------------------------------------- | ---------------------------------------------- |
| Phineas Flynn                          | Vincent Martella                               |
| Ferb Fletcher                          | Thomas Sangster và David Errigo Jr.            |
| Candace Flynn                          | Ashley Tisdale                                 |
| Linda Flynn và Bà Betty Jo Flynn       | Caroline Rhea                                  |
| Tiến sĩ Heinz Doofenshmirtz            | Dan Povenmire                                  |
| Perry Thú mỏ vịt                       | Dee Bradley Baker                              |
| Isabella Garcia-Shapiro và Jenny Brown | Alyson Stoner                                  |
| Thiếu tá Francis Monogram              | Jeff "Swampy" Marsh                            |
| Jeremy Johnson                         | Mitchel Musso                                  |
| Stacy Hirano                           | Kelly Hu                                       |
| Lawrence Fletcher                      | Richard O'Brien                                |
| Carl Karl                              | Tyler Alexander Mann                           |
| Vanessa Doofenshmirtz                  | Olivia Olson                                   |
| Baljeet                                | Maulik Pancholy                                |
| Buford Van Stomm                       | Bobby Gaylor                                   |
| Charlene Doofenshmirtz                 | Allison Janney                                 |
| Ông Clyde Flynn                        | Barry Bostwick                                 |
| Ông Reginald Fletcher                  | Malcolm McDowell                               |
| Bà Winifred Fletcher                   | Jane Carr                                      |
| Gretchen                               | Ariel Winter                                   |
| Adyson Sweetwater                      | Madison Pettis                                 |
| Holly                                  | Cymphonique Miller, Diamond White & Dana Davis |
| Milly                                  | Isabella Murad & Dannah Phirman                |
| Katie                                  | Isabella Acres & Soleil McGhee                 |
| Ginger Hirano                          | Tiffany Espensen, Michaela Zee & Ming-Na Wen   |
| Suzy Johnson                           | Kari Wahlgren                                  |
| Django Brown                           | Alec Holden, Alex Garrett & Danny Jacob        |
| Norm                                   | John Viener                                    |
| Roger Doofenshmirtz                    | John O'Hurley                                  |
| Morty Williams                         | Geraldo Rivera                                 |
| Drill Sergeant                         | Clancy Brown                                   |
| Wendy                                  | Brenda Song                                    |
| Amanda                                 | Jennifer Stone                                 |
| Xavier                                 | Noah Munck                                     |
| Fred                                   | Moises Arias                                   |
| Meap                                   | Lorenzo Lamas                                  |
| Mitch                                  | David Mitchell                                 |
| Coltrane                               | Corbin Bleu                                    |
| Irving Du Bois                         | Jack McBrayer                                  |
| Albert Du Bois                         | Diedrich Bader                                 |

## Dự án khác

### Phim điện ảnh
Ngày 3 tháng 3 năm 2010, Disney thông báo ra mắt bộ phim chiếu trên truyền hình dựa trên Phineas và Ferb có tên Phineas and Ferb The Movie: Across the 2nd Dimension. Phim được phát sóng trên Disney Channel của Mỹ ngày 5 tháng 8 năm 2011, và sau đó lần lượt chiếu trên Disney Channel các nước khác.
Nội dung xoay quanh việc Phineas và Ferb vô tình tiếp tay cho một phát minh của Tiến sĩ Doofenshmirtz khiến nó đưa họ đến một chiều không gian song song. Lúc này, Perry buộc phải tiết lộ thân phận điệp viên bí mật của mình cho hai anh em. Để cứu bạn bè của Phineas và Ferb, hai anh em và Perry phải hiệp sức với chính họ ở chiều không gian song song để chống lại Doofenshmirtz ở chiều không gian song song. Mà ở chiều không gian này, hắn nguy hiểm và mưu mô hơn phiên bản Trái Đất của mình.
Ngày 2 tháng 8 năm 2014, Disney thông báo ra mắt bộ phim chiếu trên truyền hình dựa trên Phineas và Ferb có tên Phineas and Ferb Star Wars. Phim được phát sóng trên Disney Channel của Mỹ ngày 17 tháng 8 năm 2014, và sau đó lần lượt chiếu trên Disney Channel các nước khác.
Năm 2020, bộ phim Phineas and Ferb The Movie: Candace Against the Universe (Candace chống lại vũ trụ) cũng đã ra mắt. 

### Tập phim kết hợp với Marvel Entertainment
Năm 2012, Disney thông báo vào mùa hè năm 2013 sẽ có một tập phim của Phineas và Ferb có sự xuất hiện của các anh hùng của hãng Marvel mang tên Phineas and Ferb: Mission Marvel. Đây là sự kết hợp đầu tiên của nhân vật của hai hãng kể từ khi Disney mua lại Marvel năm 2009.

### Tập độc quyền trên Disney+
Ra mắt vào ngày 28 tháng 8 năm 2020, một phim điện ảnh mang tên:
Phineas and Ferb: Candace Against the Universe với thủ vai chính là Candace (VA: Ashley Tisdale) cùng với Vanessa (VA: Oliva Olson.)
Bộ phim được chỉ đạo bởi Bob Bowen, viết bởi Dan Povenmire và Jeff 'Swampy' Marsh.
Phim được đánh giá 100% từ Rotten Tomatoes, là sự trở lại của Phineas and Ferb sau Milo Murphy's Law.

### Sự hồi sinh
Vào tháng 1 năm 2023, hai phần mới của Phineas and Ferb bao gồm 40 tập đã được công bố, với sự trở lại của Dan Povenmire. Thỏa thuận này cũng bao gồm việc sản xuất tiếp mùa thứ hai cho chưong trình Hamster & Gretel của Dan Povenmire.

## Các tập phim đặc biệt
- Phineas and Ferb Christmas Vacation! (Kì nghỉ Giáng sinh) (2009)
- Phineas and Ferb: Summer Belongs To You! (Mùa hè thuộc về bạn) (2010)
- Phineas and Ferb The Movie: Across the 2nd Dimension (Bước qua Không gian thứ hai) (2011)
- Phineas and Ferb: Mission Marvel (Nhiệm vụ Marvel) (2013)
- Phineas and Ferb: Save Summer (Giải cứu mùa hè) (2014)
- Phineas and Ferb: Star Wars (Chiến tranh giữa các vì sao) (2014)
- Phineas and Ferb: Night of the Living Pharmacists (Đêm của dược sĩ xác sống) (2014)
- Phineas and Ferb: Last Day of Summer (Ngày cuối cùng của mùa hè) (2015)
- The O.W.C.A. Files (Hồ sơ O.W.C.A.) (2016)
- Phineas and Ferb The Movie: Candace Against the Universe (Candace chống lại cả vũ trụ) (2020)